# Pascal Bozo
Pascal Bozo (ur. 13 kwietnia 1965) – francuski judoka. Startował w Pucharze Świata w 1990. Wicemistrz Europy w drużynie w 1989 i 1990. Złoty medalista wojskowych MŚ w 1988 i brązowy w 1987. Mistrz Francji w 1989 roku.